# كارل مولر (عالم)
كارل مولر (بالألمانية: Karl Müller)‏ (و. 1813 – 1894 م) هو مؤرخ، وعالم لغوي كلاسيكي، وباحث في تاريخ العصور الكلاسيكية ألماني، توفي في غوتينغن، عن عمر يناهز 81 عاماً.

## التعليم
تعلم في جامعة غوتينغن.